# Pauli Lehtosalo
Pauli Lehtosalo, född 18 december 1910 i Veckelax, död 12 mars 1989, var en finländsk jurist och politiker (Agrarförbundet). 
Lehtosalo, som var son till folkskollärare Jalmari Lehtosalo och Ida Anttila, blev student 1929, juris kandidat 1937, vicehäradshövding 1939 och juris licentiat 1949. Han var e.o. tjänsteman vid finansministeriet 1940–1941, Justitieombudsmannens sekreterare 1945–1951, yngre ledamot av lagberedningskommittén från 1951 samt regeringsråd och kanslichef vid lantbruksministeriet från 1953. 
Lehtosalo var lantbruksminister 1958, andre finansminister 1959–1961 och justitieminister 1961–1962. Han var lärare vid statsvetenskapliga fakulteten vid Helsingfors universitet 1948–1956. Han var ordförande i granskningskommittén för lagförslag rörande arrendejord 1952–1953, i samma lagstiftningskommitté från 1953, i kommittén för lantbrukets grundkredit 1954–1956, i rådgivande kommittén för tjänstemannaärenden 1956–1961 samt medlem av flera statliga kommittéer och enskilda företags förvaltningsråd.